# بيرسي سايمور
بيرسي سايمور (بالإنجليزية: Percy Seymour)‏ هو باحث في تاريخ العصور الكلاسيكية أسترالي، ولد في 1887، وتوفي في 1954.